# Tidslinje i Minksagen
Dette er en tidslinje over Minksagen.

## Før november 2020
- December 2019 – Et udbrud af en ny variant af coronavirus kaldet covid-19 konstateres i Wuhan, Kina.[1]
- 30. januar 2020 – Verdenssundhedsorganisationen WHO erklærer coronavirusudbruddet en global sundhedstrussel.

- 27. februar – Første registrerede COVID-19-tilfælde i Danmark.[2]

- 11. marts
  - Regeringen annoncerer på et pressemøde "nedlukning" af Danmark.
  - WHO erklærer coronavirusudbruddet en pandemi.

- 17. juni – Fødevarestyrelsen registrerer coronasmitte med COVID-19 på en minkfarm i Nordjylland.
- 20. juni – Fødevarestyrelsen oplyser, at endnu en minkfarm har coronasmitte.
- 22. juni – Antallet af smittede minkfarme stiger til 120.
- 1. oktober – Fødevareminister Mogens Jensen (S) oplyser, at 100 minkbesætninger skal aflives.

## November–december 2020
- 2. november – Statens Serum Institut fremsender notat med en beskrivelse af det foreløbige forsøg med virusvarianten af instituttet kaldet cluster 5 og notat med en beskrivelse af de helgenomsekvenser, der er foretaget af SARS-CoV-2 virus fra mink og mennesker.[3]

- 3. november – På regeringens koordinationsudvalgsmøde, med deltagelse af bl.a. statsministeren, finansministeren, udenrigsministeren, skatteministeren, sundheds- og ældreministeren og fødevareministeren,[4][5] træffes der beslutning om, at alle mink skal aflives.[6] "Beslutningen følger ikke de to indstillinger i materialet, men følger målet i en operationsplan (BN 284). Operationsplanen var bilag til coveret."[6] "I aktdetaljerne er planen benævnt "Nødplan"."[7]
- 4. november – Statsminister Mette Frederiksen holder pressemøde og udmelder her, at alle mink skal aflives samt at "så iværksættes der nu en nødplan for aflivning, som håndteres i regi af Den nationale operative stab under politiets kommando og med bistand fra Forsvaret, fra Beredskabsstyrelsen og fra Hjemmeværnet."[8][9]
- 5. november – "kl. 08.00 blev der holdt møde i NOST[10]. Alle mødedeltagere var - eller blev - klar over, at der ikke var lovhjemmel til at udrulle beslutningen."[6]
- 6. november – "BN 284 iværksættes (...) kl. 18.06."[6] Brevet med ordren om at alle mink i landet skal aflives og udlovningen af tempobonus, sendes til minkavlerne.[11][12]
- 8. november – Statsminister Mette Frederiksen orienteres om, at der mangler lovhjemmel til aflivningen. Folketinget og pressen orienteres om den manglende lovhjemmel.[13]
- 10. november – Et nyt brev udsendes til landets minkavlere udenfor smittezonerne, hvor påbuddet om aflivning erstattes af en opfordring[14]
- 16. november – S, RV, SF, EL og ALT indgår politisk aftale mhp. at tilvejebringe lovhjemmel til at kunne kræve mink uden for smittezonerne aflivet, udbetale tempobonus samt forbyde hold af mink midlertidigt.[15]
- 18. november – Mogens Jensen (S) meddeler sin udtræden af regeringen. Folketinget modtager Sundheds- og Ældreministeriets redegørelse vedrørende sundhedsfagligt grundlag[3] samt Miljø- og Fødevareministeriets redegørelser vedrørende manglende lovhjemmel[14] og valg af strategi.[16]
- 5. december – Lækkede mails viser at dele af Miljø- og Fødevareministeriets pressekommunikation den 10. november 2020 blev styret fra Statsministeriet.[17]
- 7. december – Advokat og tidligere vicedirektør i Fødevarestyrelsen Tage Siboni vurderer, at der var hjemmel til at beordre mink aflivet uden for de af Fødevarestyrelsen definerede smittezoner, med henvisning til formålsbestemmelsen i paragraf 1 i Lov om hold af dyr. Fødevarestyrelsen mener ikke at dette er tilfældet. Styrelsen konkluderer, at det hverken ud fra en veterinærfaglig eller en proportionalitetsmæssig betragtning vil være muligt at udstrække zonerne til at dække hele landet.[18][19]
- 10. december – Et politisk flertal enes om at få etableret en ny undersøgelsesform kaldet en granskningskommission samt at få minksagen undersøgt ved hjælp af en sådan.[20][21]
- 17. december – Lækket internt referat fra koordinationsudvalgsmødet den 3. november 2020 omtaler regeringens beslutning som "nedlukningen af erhvervet".[22]
- 21. december – Folketinget vedtager lovforslag L 77, der udmønter den politiske aftale af 16. november 2020.[23][24] Det foreløbige kommissorium for Granskningskommission til undersøgelse af minksagen (Minkkommissionen) fastlægges.[25][26]
- 21 december – Et flertal i Folketinget vedtager model for genopgravningen af døde mink.[27]

## 2021–2022

### 2021
- 25. januar – S, V, RV, SF og LA indgår politisk aftale mhp. at tilvejebringe lovhjemmel til erstatning, kompensation mv. til minkavlerne og følgeerhverv.[28]
- 28. januar – Borgerforslag om at stille Mette Frederiksen for en rigsret opnår støtte fra flere end 50.000 borgere. "Mette Frederiksen skal redegøre for den manglende hjemmel til at aflive sunde og raske mink inklusive avlsdyr", står der i borgerforslaget.[29]
- 1. februar – Per denne dato vurderes cluster 5 ikke længere at være i cirkulation blandt mennesker.[30]
- 27. april – Folketinget vedtager lovforslag L 206, der udmønter den politiske aftale af 25. januar 2021.[31]
- 8. oktober – Advokatundersøgelsen om politiets actioncard i minksagen og advokatundersøgelsen om nedgravningen af aflivede mink er færdige.[7][6][32][33]

### 2022
- 30. juni – Minkkommissionen udgiver sin beretning.[34]
- 2. juli – Radikale Venstre bebuder at ville vælte regeringen, hvis ikke statsministeren udskriver valg senest ved Folketingets åbning, 4. oktober 2022.[35]
- 5. juli – På baggrund af Minkkommissionens beretning tildeles Mette Frederiksen og Mogens Jensen af Folketinget en næse for deres rolle i sagen.[36]
- 24. august – Departementschef i Statsministeriet, Barbara Bertelsen modtager en disciplinær advarsel, departementschef i Justitsministeriet, Johan Legarth en irettesættelse, mens rigspolitichef Thorkild Fogde og departementschef i Miljøministeriet, Henrik Studsgaard fritages for tjeneste og indkaldes til tjenestelige forhør.[37]
- 20. september – Rigspolitiet giver embedsmændene Uffe Stormly og Birgitte Buch  en advarsel.[38]
- 22. september
  - Fødevareministeriet giver embedsmændene Tejs Binderup, Paolo Drostby og Hanne Larsen en advarsel.[39]
  - En retlig vurdering af Minksagen fra advokatfirmaet Lund Elmer Sandager finansieret af mider fra det politiske parti Nye Borgerlige fremlægges.[40][41][42]
- 22. september – Justitsministeriet tildeler embedsmand  Anne-Mette Lyhne Jensen en advarsel.[39]
- 5. oktober – Mette Frederiksen udskriver folketingsvalg til afholdes tirsdag den 1. november.[43]
- 1. november – Folketingsvalget 2022 afholdes (dog 31. oktober på Færøerne).
- 30. november – Miljøministeriet indstiller sin undersøgelse af Henrik Studsgaard grundet jobskifte til Esbjerg Kommune.[44]
- 15. december – En ny regering ledet af Mette Frederiksen bestående af Socialdemokratiet, Venstre og Moderaterne tiltræder.[45]

## 2023–2024

### 2023
- 1. januar – Forbuddet mod minkavl udløber.[46][47]
- 14. januar – De første 753 nye mink ankommer til Thyholm fra Norge.[48]
- 10. februar – Rigspolitichef Thorkild Fogde frifindes og genindtræder efter tjenestefritagelse i undersøgelsesperioden.[49]
- 5. maj – WHO ophæver coronavirusudbruddet status som global sundhedstrussel.[50]
- 23. marts – Statsministeriet tilbagekalder sin advarsel til Barbara Bertelsen og Justitsministeriet tilbagekalder sin irettesættelsen til Johan Legarth.[51]
- 25. april – Fødevareministeriet tilbagekalder sin advarsel til Paolo Drostby.[52]

- 28. april – Regeringen fremlægger ny model for erstatning til minkavlerne.[53]
- 2. juni – Rigspolitiet tilbagekalder sine advarsler til Uffe Stormly og Birgitte Buch.[54]
- 20. juni – Fungerende forsvarsminister Troels Lund Poulsen oplyser, at det opgives at genskabe Mette Frederiksens slettede sms'er.[55]

### 2024
- 31. januar – Skønnet for den samlede erstatsningsregning i Minksagen opjusteres fra 17,6 til knap 24 milliarder kr. (29,5 milliarder kr. inkl. øvrige omkostninger).[56]
- 27. maj – Justitsministeriet udsteder på baggrund af de i Minksagen slettede sms'er nye retningslinjer for statslige myndigheder om at lagre beskeder i mindst 25 år.[57]
- 12. marts – Zetland bringer en historie om potentiel inhabilitet blandt medlemmer af taksationskommissionerne.[58][59]
- 12. april – Partierne bag kompensationsaftalen indgår som reaktion på potentiel inhabilitet en ny aftale om at fjerne minkavlere og personer med relation til minkerhvervet fra kommissionerne.[60]
- 6. juni – Auktionshuset Kopenhagen Fur sælger sine sidste minkskind.[61]